# Bodo Bittner
Bodo Bittner (* 5. Februar 1940 in Berlin; † 23. September 2012) war ein deutscher Bobfahrer.
Bodo Bittner wuchs in der DDR auf, kam aber bereits vor 1961 in die Bundesrepublik. Er diente in der Bundeswehr als Jagdflieger und war als Leichtathletiktrainer an der Universität Freiburg tätig. Er lebte zuletzt in der Gemeinde Bötzingen am Kaiserstuhl (Landkreis Breisgau-Hochschwarzwald).
Von 1974 bis 1976 startete Bittner als Bobfahrer. Dabei bestritt er mehrere Rennen im Nationencup gemeinsam mit Georg Großmann. Sein größter Erfolg war der Gewinn der Bronzemedaille im Viererbob bei den Olympischen Winterspielen 1976 in Innsbruck. Im gleichen Jahr holte der Vierer, zu dem ferner Wolfgang Zimmerer, Peter Utzschneider und Manfred Schumann gehörten, die Silbermedaille bei der Europameisterschaft in St. Moritz.